# Aure (Ardennes)
Aure je francouzská obec v departementu Ardensko v regionu Grand Est. V roce 2012 zde žilo 49 obyvatel.

## Poloha obce
Obec leží u hranic departementu Ardensko s departementem Marne. Sousední obce jsou: Liry, Manre, Marvaux-Vieux, Semide a Sommepy-Tahure (Marne).

## Vývoj počtu obyvatel
Počet obyvatel